# Scatopse notata
Scatopse notata är en tvåvingeart som först beskrevs av Carl von Linné 1758.  Scatopse notata ingår i släktet Scatopse och familjen dyngmyggor. Inga underarter finns listade i Catalogue of Life.